# Microplocia tonkinensis
Microplocia tonkinensis är en skalbaggsart som beskrevs av Stefan von Breuning 1963. Microplocia tonkinensis ingår i släktet Microplocia och familjen långhorningar. Inga underarter finns listade i Catalogue of Life.